# Brioni

Logo oficial de Brioni

Brioni es una firma de moda italiana, fundada en 1945 por D. Nazareno Fonticoli —el sastre principal— y de referencia indiscutible entre los aristócratas y millonarios europeos, pronto empezó a ganar popularidad entre los acaudalados estadounidenses que disfrutaban sus vacaciones en Roma. Los trajes que elaboraban gozaban de alto reconocimiento, y eran elegidos por los hombres más prestigiosos y poderosos del momento. Muchos de sus clientes eran mafiosos de Nueva York, Las Vegas y Los Ángeles.
Actores (como John Wayne y quienes representaron a James Bond en todas y cada una de sus películas), políticos y ricos en general (Kofi Annan o Donald Trump), se han decantado por el estilo elegante, exclusivo y atemporal de la firma romana, sabedores que su éxito reside en la minuciosa atención que prestan a los pequeños detalles: Cada pieza va justo en su sitio, ni un milímetro más ni uno menos, medición al detalle para que cada pieza encaje como un guante. Los forros de las corbatas están elaborados de la misma tela que éstas, los tejidos utilizados son los más selectos del mercado (sedas, cachemiras o lanas de alpaca), y todo realizado a mano por expertos sastres entrenados.